# Riad Yassine
Riad Yassine (arabe : رياض ياسين), né le 20 juin 1955 à Aden, est un médecin, diplomate et homme politique yéménite, ministre de la Santé de 2014 à 2015, ministre des Affaires étrangères en 2015 et ambassadeur du Yémen en France depuis 2016.

## Biographie
Il a été ministre de la Santé de novembre 2014 à septembre 2015 et ministre des Affaires étrangères de mars à décembre 2015,. Il succède à Abdallah al-Saïdi. Le 1er décembre 2015, il quitte le gouvernement à la suite d'un remaniement ministériel, après des conflits avec le Premier ministre et vice-président, Khaled Bahah. Abdel Malak al-Mekhlafi lui succède.
Le 4 décembre 2015 à Sanaa, une enquête est lancée par un juge pro-Houthis à l'encontre de cadres du gouvernement yéménite, dont le président Abdrabbo Mansour Hadi, son conseiller Ahmed Awad ben Moubarak et Riad Yassine, pour « corruption » et « conspiration contre le peuple »,.
Il est ensuite, dans la foulée, nommé ambassadeur.
Le 23 août 2016, il est nommé ambassadeur du Yémen en France. Il reçoit ses lettres de créance le 9 novembre 2016.
Le 25 mars 2017, il est « condamné à mort » par un tribunal contrôlé par les Houthis pour « haute trahison » pour avoir « participé à l'agression du Yémen et avoir porté atteinte à l'intégrité territoriale de la République yéménite ».